# Ron Lim

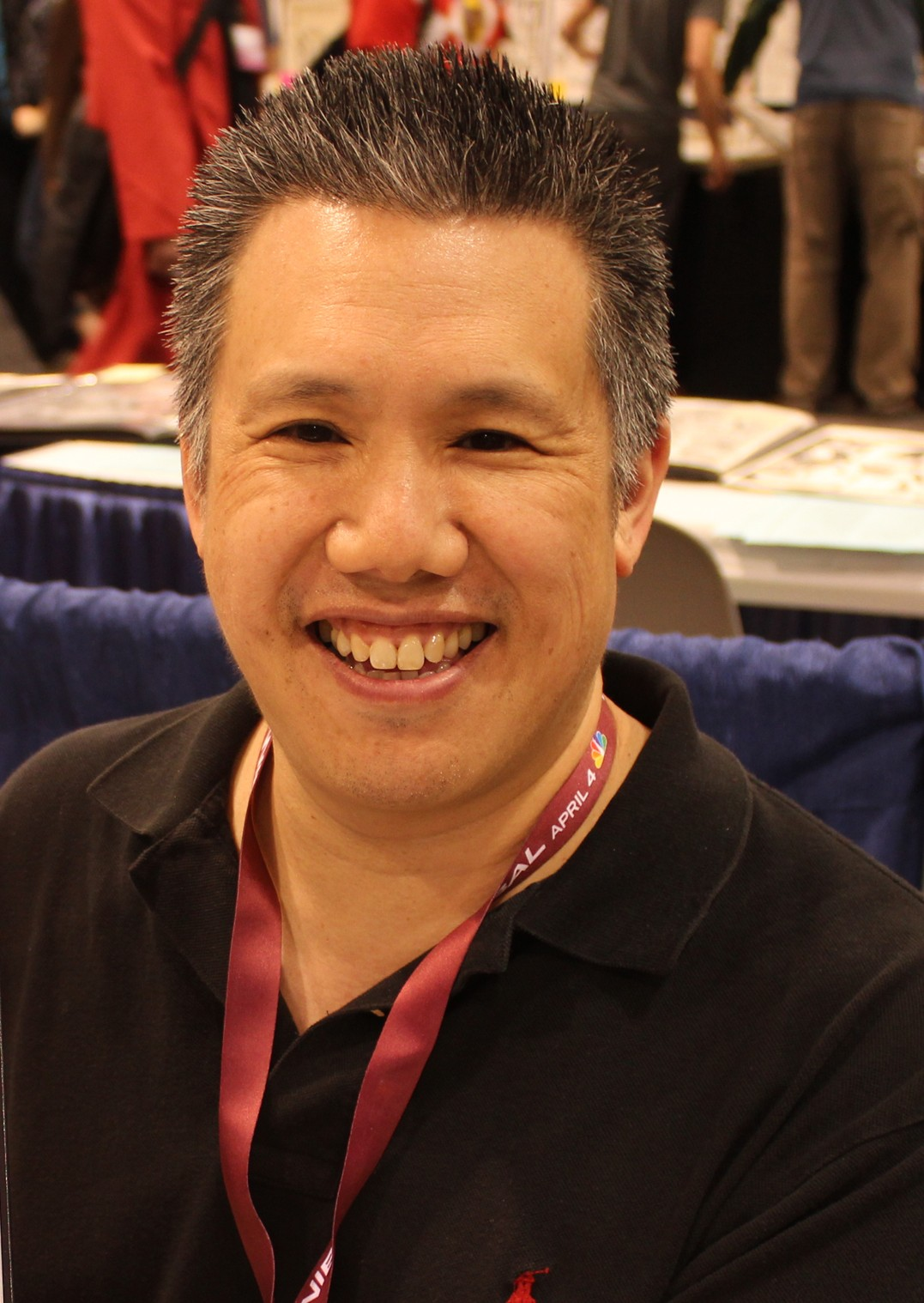
Ron Lim (2013)

Ronald „Ron“ Lim (* 1965) ist ein US-amerikanischer Comiczeichner.

## Leben und Arbeit
Lim begann Ende der 1980er Jahre als hauptberuflicher Comiczeichner zu arbeiten. Seither hat er vor allem Science-Fiction- und Fantasy-Titel betreut, unter denen vor allem die bei Marvel Comics erscheinende Serie Silver Surfer hervorzuheben ist, die Lim von 1988 bis 1994 als Hauptzeichner gestaltete.
Weitere Marvel-Projekte Lims waren die Miniserien Infinity Gauntlet (1991), Infinity War (1992) und Infinity Crusade (1993), sowie kürzere Runs an Marvel-Serien wie Captain America (1990–1991), Dragon Lines (1993), X-Men 2099 (1993), Spider-Man Unlimited und J2 (1998–1999). Des Weiteren besorgte er für Marvel Arbeiten als Gastzeichner an Serien wie Generation X und Mutant X und zeichnete das verlagsübergreifende Crossover Superman/Silver Surfer.
Für Marvels Konkurrenten DC-Comics zeichnete Lim unter anderem die von Chris Claremont verfasste Serie Sovereign Seven (1998–1999), sowie Teile des von Stuart Immonen verfassten One-Shots Supermen of America (1999).
Lims Versuch sich gemeinsam mit anderen Künstlern durch die Gründung des Verlages Future Comics selbständig zu machen scheiterte 2002 binnen weniger Monate. Die von ihm gestaltete Serie Metallix brachte es auf nur sechs Ausgaben, bevor der Verlag seine Arbeit einstellen musste.
In jüngerer Vergangenheit arbeitete er an den Marvel Serien Thanos (2004), Fantastic Fove und Avengers Next, sowie an einigen Comics über Sonic the Hedgehog für Archie Comics. Sein aktuelles Projekt ist eine Miniserie mit dem Titel Iron Man/Dr.